# Kummelön
Kummelön este o arie protejată (arie specială de conservare — SAC, sit de importanță comunitară — SCI) din Suedia întinsă pe o suprafață de 27,3 ha, integral pe uscat.

## Localizare
Centrul sitului Kummelön este situat la coordonatele 59°19′26″N 13°58′31″E / 59.3239°N 13.9754°E.

## Înființare
Situl Kummelön a fost declarat sit de importanță comunitară în decembrie 1995 pentru a proteja 2 specii de animale. Situl a fost protejat și ca arie specială de conservare în martie 2011.

## Biodiversitate
Situată în ecoregiunea boreală, aria protejată conține 2 habitate naturale: Lacuri eutrofice naturale cu vegetație de tip Magnopotamion sau Hydrocharition, Pășuni din zone de pădure fino-scandinave.
La baza desemnării sitului se află mai multe specii protejate:
- nevertebrate (1): libelule (Leucorrhinia pectoralis)
- pești (1): avat (Aspius aspius)